# Wilhelm Veltmann
Wilhelm Veltmann (* 29. Dezember 1832 in Bathey bei Hagen; † 6. März 1902 ebenda) war ein deutscher Mathematiker und Physiker. Er war Professor in Bonn.

## Leben
Veltmann war Lehrer an der Gewerbeschule in Königsberg, Lehrer in Wiedenbrück, an der Baugewerkeschule Holzminden, an der Realschule in Düren und ab 1877 Interimsdirektor der höheren Knabenrealschule in Remagen. 1885 wurde er an der Philipps-Universität Marburg mit der Schrift Die Fehlerausgleichung nach Mittelgrössen zum Dr. phil. promoviert. 1883 wurde er Dozent und ab 1892 etatmäßiger Professor an der landwirtschaftlichen Akademie in Poppelsdorf in Bonn.
Er veröffentlichte sowohl zur reinen Mathematik als auch über angewandte Themen und Physik (Helmholtzsche Flüssigkeitswirbel, Fortpflanzung von Licht in bewegten Medien, Aberration, Influenzmaschinen, Krümmung der Schneide von Messern in der Häckselmaschine).
1876 wandte er die Lagrangeschen Bewegungsgleichungen 2. Art erfolgreich auf das Problem an, warum die Kaiserglocke im Kölner Dom nicht zum Klingen gebracht werden konnte.
In die Leopoldina wurde Veltmann 1888 aufgenommen.

## Schriften (Auswahl)
- W. Veltmann: Die Fehlerausgleichung nach Mittelgrössen. Inaugural-Dissertation zur Erlangung der Doctorwürde. Universitäts-Buchdruckerei, Marburg 1885 (google.de).
- W. Veltmann: Ueber die Fortpflanzung des Lichts in bewegten Medien. In: Annalen der Physik und Chemie. Band CL, Nr. 12, 1873, S. 497–535.
- W. Veltmann: Bewegung in Kegelschnitten von mehr als zwei Körpern, welche sich nach dem Newton'schen Gesetz anziehen. In: Astronomische Nachrichten. Band 86, Nr. 2042, 1875, S. 17, doi:10.1002/asna.18750860202.
- W. Veltmann: Zur Theorie der Beobachtungsfehler. In: Astronomische Nachrichten. Band 131, Nr. 3121, 1893, S. 1–16.